# Тогаси, Ёсихиро
Ёсихиро Тогаси (яп. 冨樫 義博 Тогаси Ёсихиро, род. 27 апреля 1966 года в Синдзё) — японский мангака, автор популярных манга-сериалов YuYu Hakusho, Level E и Hunter × Hunter, которые издавались в журнале Weekly Shonen Jump. Тогаси рисовал с ранних лет; ещё когда он учился в старшей школе, издательство Shueisha сочло его талантливым и пригласило к себе на работу. Ёсихиро Тогаси женат на Наоко Такэути, авторе «Сейлор Мун». Тогаси имеет проблемы со здоровьем, которые обусловили большие и частые перерывы в его работе.

## Работы

### Манга
- Sensēha Toshishita!! (1986, позже опубликованная в 4 томе Ten de Shōwaru Cupid)[3]
- Jura no Miduki (1987, опубликованная в 1 томе Hop Step Award Selection)[4]
- Ōkami Nante Kowakunai!! (1989, издательство Shueisha)
  - Buttobi Straight (1987)
  - Tonda Birthday Present (1987, опубликовано в Weekly Shonen Jump)
  - Occult Tanteidan (1988–1989, опубликовано в Weekly Shonen Jump)
  - Horror Angel (1988, опубликовано в Weekly Shonen Jump)
  - Ōkami Nante Kowakunai!! (1989, опубликовано в Weekly Shonen Jump)
- Ten de Shōwaru Cupid (1989–1990, опубликовано в Weekly Shonen Jump)
- YuYu Hakusho (1990–1994, опубликовано в Weekly Shonen Jump)
- Level E (1995–1997, опубликовано в Weekly Shonen Jump)
- Hunter × Hunter (1998–настоящее время, публикуется в Weekly Shonen Jump)

### Прочее
- Yoshirin de Pon! (1994, додзинси по YuYu Hakusho, распространявшееся на Летнем Комикете 1994 г.)
- Biohazard 3: The Last Escape Official Guidebook (1999, издательство ASCII)[5]
- Official Hunter × Hunter Guide (2004, издательство Shueisha)[6]
- YuYu Hakusho Who's Who Underworld Character Book (2005, издательство Shueisha)[7]
- YuYu Hakusho Illustrations (2005, издательство Shueisha)[8]
- Oobo— Nu— To Chiibo— Nu— (2005, издательство Kodansha)
- Hetappi Manga Kenkyūjo R (2011, издательство Shueisha)[9]